# Чернінський палац

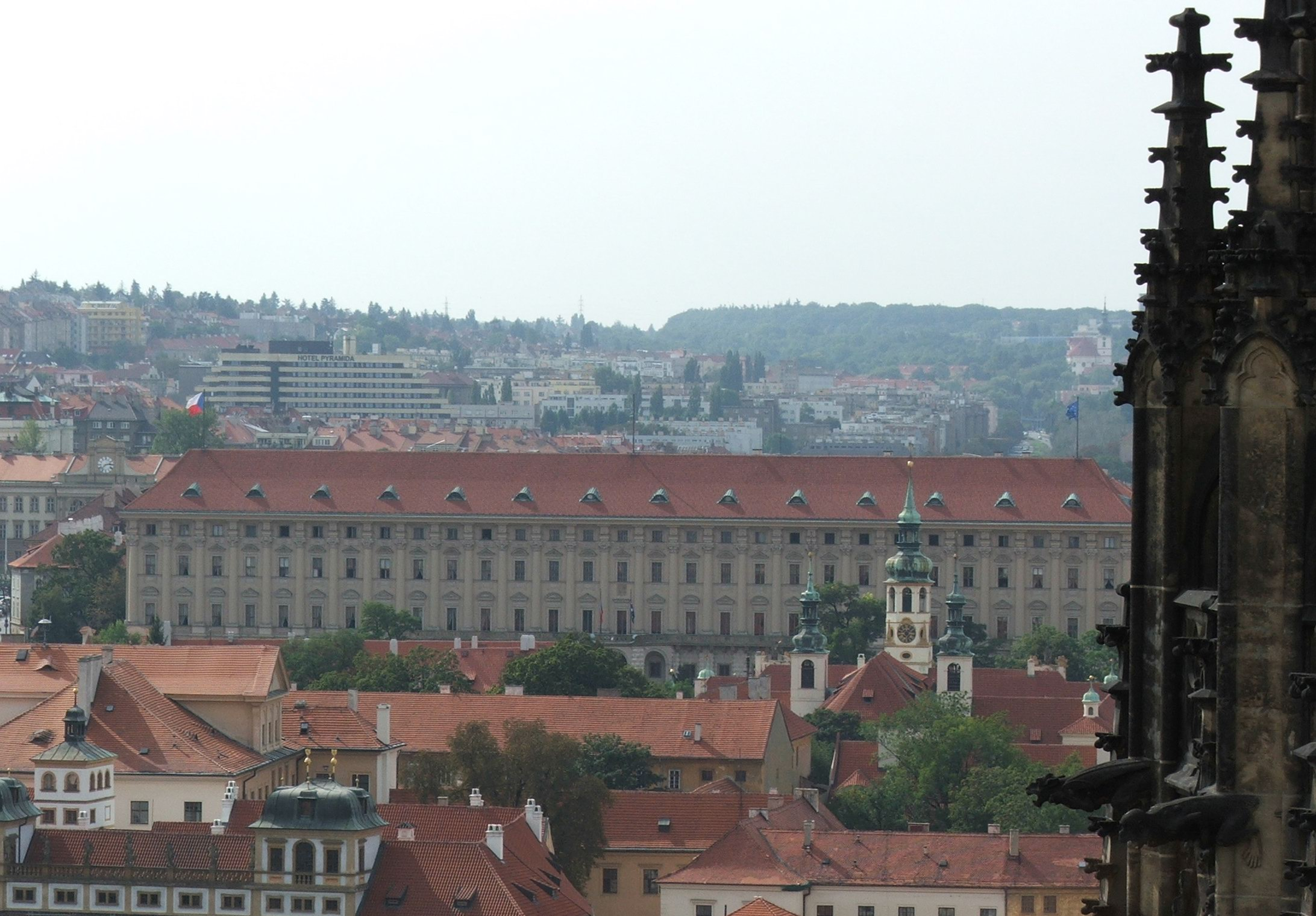
Прага, вежа собору Св. Віта, Лорета, Чернінський палац.

Чернінський палац (англ. Cerninsky palace) — зразок серед палаців ранішнього бароко Праги. Знаходиться в Градчанах.

## Проект Берніні
Несподіванкою є те, що до палацу в Празі має стосунок Христина (королева Швеції). В час перебування в Римі вона спілкувалася з архітектором Лоренцо Берніні і виказала бажання мати палац за його проектом. Берніні зробив ескіз. Але палац так ніколи в Римі і не побудували.
Ескіз Берніні не пропав. Коли палац собі надумав будувати посол австрійського імператора в Празі, використали ескіз Берніні. Замовником був Гумпрехт Ян Чернін з Худеніц. Від прізвища Чернін і сучасна назва палацу.

## Будівництво і архітектори
Лоренцо Берніні в Празі не був. Будувати палац доручили талановитому італійцю Франческо Каратті, що був зіркою вищого ґатунку серед архітекторів Праги того часу. На жаль, добудувати не вдалося.
З 1683 р. будівництвом опікувались архітектори Доменіко Россі і Джованні Алліпранді. Добудував палац лише архітектор Франтішек Канька у 1720 р. Довжина парадного фасаду палацу сягала 150 метрів і перевищила довжину собору Св. Віта.
18 століття було несприятливим для палацу — його пристосували до шпиталю і лікарні. Після артилерійського обстрілу пруссаками і перебування у Празі окупаційної армії французів-палац пошкодили. Ремонт доручили архітектору Ансельмо Лураго, що побудував в палацовому саду і оранжерею. В 1851 р. австрійці зробили в палаці казарму.
Лише в 20 ст. на палац глянули як на скарб. Архітектор Павел Янак відремонтував будівлю і зробив необхідну добудову для розташування в приміщеннях Міністерства іноземних справ.

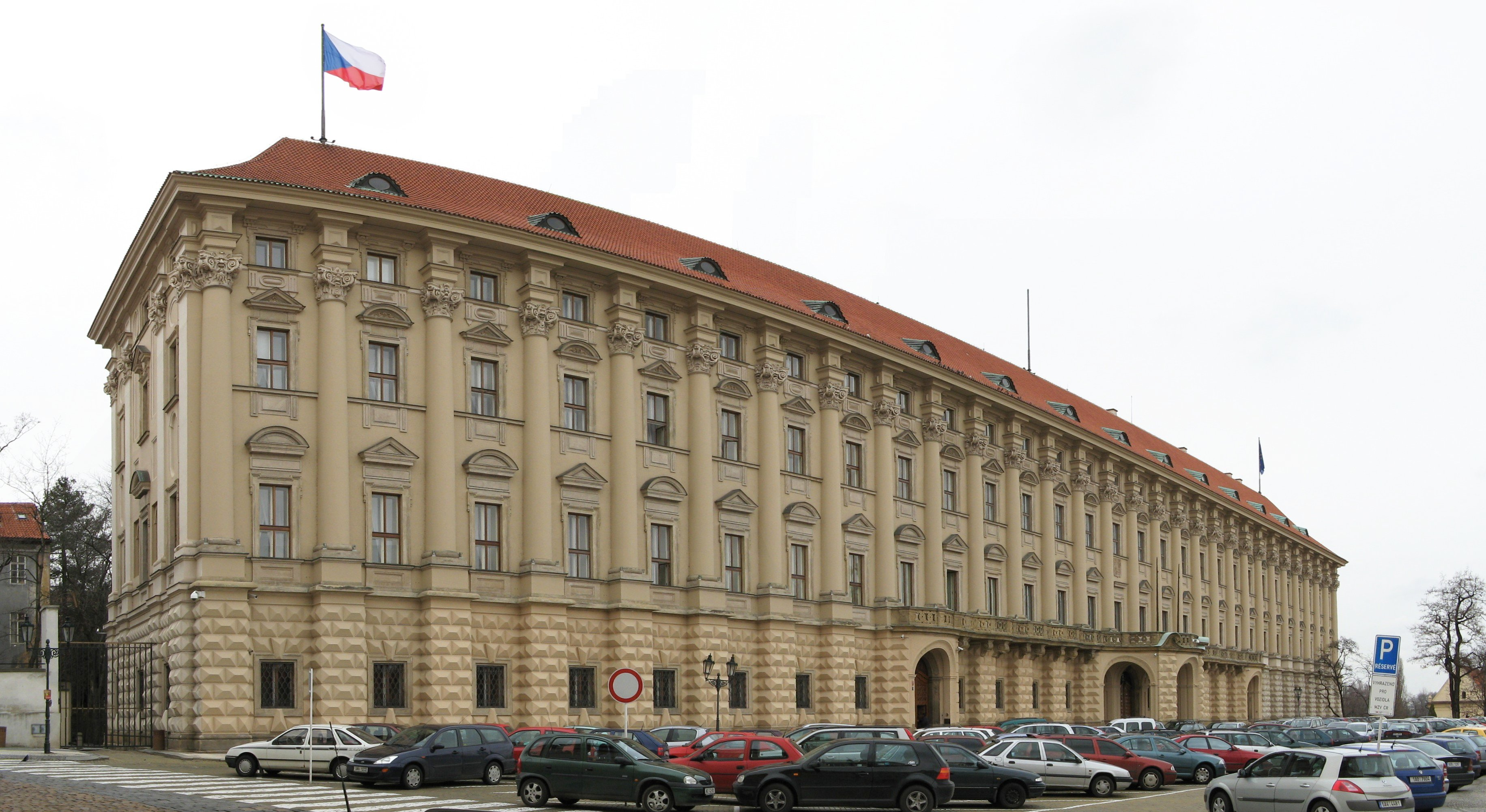
Чернінський палац. Нині Міністерство закордонних справ Чехії

## Скарби мистецтва в палаці
Не зважаючи на руйнації, в палаці збереглися стінописи на 1-му поверсі, стінописи "Загибель титанів" художника Вацлава Райнера на парадних сходинках, плафони на стелях 2-го поверху.
Палац має чотири ряди вікон. Протяжний, хоча й трохи монотонний фасад вдало прикрашений рустом 1-го поверху і величними півколонами. Центральний вхід виділив М.Канька, зробивши ефектний балкон. Будівля ще не мала ризалітів і вибудована єдиним блоком, що повернутий до празької Лорети.